# Kaito Kuroba
(Saguru Hakuba)
Kaito Kid (怪盗キッド?, Kaitō Kiddo), in giapponese letteralmente "Kid il ladro fantasma" (Phantom Thief Kid è il nome ufficiale in inglese), alter ego di Kaito Kuroba (黒羽 快斗?, Kuroba Kaito), è un personaggio immaginario e il protagonista della serie manga Kaito Kid, creata da Gōshō Aoyama ed edita in Giappone dalla Shogakukan sulla rivista Shōnen Sunday sin dal 1987. Aoyama ha interrotto il manga dopo due volumi nel 1988 per dedicarsi prima a Yaiba e poi a Detective Conan, tuttavia Kaito Kid è arrivato al suo quinto volume nel 2017 grazie ai capitoli disegnati dall'autore durante alcune interruzioni di questi due manga. Dall'opera cartacea sono stati tratti dodici special animati e la serie anime Magic Kaito 1412. Inoltre, Kaito compare spesso come personaggio secondario in Detective Conan, altra serie manga di Aoyama.
Nell'edizione italiana dell'anime Detective Conan il nome Kaito Kid è stato tradotto alternativamente come Kid il ladro, Furto Kid e Ladro Kid. 
Kaito Kuroba/Kaito Kid è un eroe-ladro che lotta contro una misteriosa organizzazione criminale che ha ucciso suo padre nonché precedente Kid: Toichi Kuroba.

## Creazione del personaggio
Il personaggio di Kaito Kid, nonché il suo costume, è evidentemente ispirato a quello del ladro gentiluomo Arsenio Lupin, creato dallo scrittore francese Maurice Leblanc, tant'è vero che è conosciuto anche come il Moderno Lupin (平成のアルセーヌ・ルパン?, Heisei no Arusēnu Rupan, letteralmente «l'Arsène Lupin del periodo Heisei»), in contrapposizione a Shinichi Kudo, lo Holmes del nuovo millennio (平成のホームズ?, Heisei no Hōmuzu, letteralmente «lo Holmes del periodo Heisei»). Da notare, inoltre, la somiglianza fisica tra Shinichi e Kaito, al punto che in un'occasione Ran Mori ha scambiato quest'ultimo proprio per Shinichi; nei film il furfante sfrutta spesso questa rassomiglianza per fingersi il detective liceale senza bisogno di maschere di lattice e poter così ingannare meglio gli altri. 

## Storia del personaggio

Il disegno con cui Kaito Kid si firma nelle sue lettere di annuncio di furto.

Dietro al ladro misterioso si cela Kaito Kuroba (黒羽 快斗?, Kuroba Kaito), un giovane liceale diciassettenne. Suo padre, Toichi Kuroba, era un grande mago illusionista molto famoso nel suo ambiente, tanto che Kaito ha imparato da lui la maggior parte dei trucchi magici che pratica. All'età di otto anni subisce la perdita del padre, ucciso da una misteriosa organizzazione criminale. Kaito vive con la certezza che il padre sia morto per via di un incidente durante uno spettacolo, ma un giorno scopre per caso una stanza segreta piena di strani marchingegni. Un nastro comincia a scorrere e la voce del defunto padre rivela a Kaito che Toichi Kuroba era in realtà il celebre ladro Kaito Kid. Kaito cerca di scoprirne di più travestendosi con il costume di suo padre e inseguendo l'individuo che ne ha imitato l'alter ego, scoprendo così che si tratta di Konosuke Jii, l'assistente di Toichi, che voleva attirare i responsabili della sua morte. Kaito, grazie a Jii, viene a conoscenza del fatto che il padre è stato assassinato e, volendo vendicarne la morte, decide di diventare egli stesso Kaito Kid per poter smascherare gli assassini.
Diventa così il famoso Kaito Kid, il mago del chiaro di luna (prestigiatore del chiaro di luna nella traduzione di Magic Kaito 1412), amante delle sfide e dei pericoli; proprio per questo suo gusto, manda sempre delle lettere al suo nemico preferito, l'ispettore Ginzo Nakamori, o ad altri personaggi che gli danno la caccia, come il commissario Shintaro Chaki e il vecchio Jirokichi Suzuki, per informarli del luogo e dell'ora in cui è intenzionato a rubare un determinato oggetto di valore. Il suo avversario più temibile dopo Shinichi Kudo è Saguru Hakuba. Il vestito bianco utilizzato da Kaito Kid durante i suoi furti (cappello a cilindro, mantello e monocolo all'occhio destro) è anche un suo marchio di riconoscimento. Nonostante alcuni pensino che Kid sia dotato di poteri magici, in realtà si avvale dei trucchi di magia imparati dal defunto padre: grazie ad essi e alle sue incredibili doti di trasformista, riesce a ingannare ogni volta la polizia e rende i suoi furti simili a spettacoli di magia. Come Shinichi, anche lui ha un'amica d'infanzia e compagna di classe di cui è innamorato, Aoko Nakamori, unica figlia dell'ispettore, la quale non è a conoscenza dell'identità di Kid. I due litigano sempre, ma in realtà sono innamorati l'uno dell'altra e a Kaito piace così. Il suo punto debole sono i pesci, di cui ha stranamente fobia.

## Spiegazioni sul nome
Al lettore di lingua italiana può sembrare assurdo che non ci si accorga della somiglianza tra il nome di Kaito Kuroba e quello di Kaito Kid. In realtà, per il lettore di lingua giapponese, la somiglianza non è così immediata. La parola 怪盗 significa "ladro misterioso" e si legge "Kaitō": essa è contenuta nel nome "Kaitō Kid" (怪盗キッド?, Kaitō Kiddo). Il nome di Kaito Kuroba (黒羽 快斗?, Kuroba Kaito) è invece 快斗, che si legge "Kaito". Nonostante si tratti di un gioco di parole voluto, sono diverse sia la scrittura che la pronuncia e il significato, ma nella versione italiana di entrambi i manga non viene utilizzata la "ō", che si pronuncia come una "o" allungata, e quindi entrambi i nomi vengono scritti "Kaito". Il problema non si presenta nella versione italiana dell'anime Detective Conan, dove si utilizzano al posto di "Kaitō Kid" i seguenti nomi:
- "Kid il ladro", nell'episodio 76 (78-79 secondo la numerazione italiana);
- "Ladro Kid", negli episodi 132 e 134 (142 e 144) e di nuovo dal 356 (387-388) in poi e nei film dall'ottavo in poi;
- "Furto Kid", nell'episodio 219 (da 235 a 238) e nel terzo film.

Nella versione italiana della serie Magic Kaito 1412 e dello special Detective Conan: Episode "One" - Il detective rimpicciolito viene utilizzato il nome originale, anche se nel caso della serie esso venga scritto Kaitou Kid. 
Negli episodi 235-236 della numerazione italiana, corrispondenti alle prime due parti dell'episodio speciale 219 giapponese di Detective Conan, di cui il primo è tratto interamente dal manga Kaito Kid e il secondo in parte, il nome di Kaito viene pronunciato "Kaìto". Inoltre, in questi episodi il cognome è stato erroneamente traslitterato "Kurobane". Si tratta dell'unica volta in cui il vero nome completo del personaggio viene citato nella versione italiana dell'anime. Il cognome era già stato pronunciato "Kurobane" in riferimento al padre nell'episodio 132 (142 secondo la numerazione italiana) e non è mai stato pronunciato correttamente.
I kanji che formano il cognome significano letteralmente "piume nere".

## Doppiaggio
Nell'edizione originale giapponese, Kaito Kuroba ha lo stesso doppiatore di Shinichi, Kappei Yamaguchi, per marcare maggiormente la somiglianza fisica tra i due personaggi. Yamaguchi doppia anche il personaggio da bambino. 
Nell'edizione italiana di Detective Conan, tale particolarità non è stata mantenuta, e il personaggio è doppiato inizialmente da Francesco Orlando negli episodi 78 e 79, mentre nelle apparizioni successive, più precisamente dall'episodio 144 in poi e nei film, è doppiato da Paolo Sesana. Al contrario, nell'anime Magic Kaito 1412 e nell'episodio speciale Detective Conan: Episode One - Il detective rimpicciolito, Sesana viene sostituito nel ruolo di Kaito da Davide Garbolino, doppiatore italiano di Shinichi, per ripristinare la scelta originale di affidare lo stesso doppiatore ai personaggi di Kaito e Shinichi. Nella serie spin-off Detective Conan: The Culprit Hanzawa, viene invece doppiato da Matteo Garofalo. Da bambino, in Detective Conan è doppiato da Laura Brambilla nell'episodio 236 e Loretta Di Pisa nell'episodio 513, mentre in Magic Kaito 1412 Davide Garbolino lo doppia negli episodi 1, 3 e 6, e Renata Bertolas nell'episodio 22.

## Apparizioni in altre opere dell'autore

### Detective Conan
In Detective Conan, Kaito Kid è un personaggio secondario che appare per lo più come rivale di Conan di cui non si sa molto: il suo passato si può comprendere solo leggendo il manga Kaito Kid o guardando l'anime Magic Kaito 1412 o gli special televisivi. Nell'anime di Detective Conan, però, è presente anche l'episodio speciale 219, di cui una parte (episodio 235 e parte del 236 secondo la numerazione italiana) è tratta dal manga Kaito Kid (capitoli Black Star (1ª parte) e Black Star (2ª parte) del quarto volume) ed esplora di più la vera identità di Kaito Kid.
Da notare che Conan non si "maschera" dietro Kogoro Mori quando risolve i casi relativi a Kid, ma è di pubblico dominio che l'avversario del ladro sia proprio Conan. Quest'ultimo riesce sempre a capire i suoi trucchi, ma ogni volta Kid riesce a fuggire. A partire dal volume 44 (file da 7 a 10, episodio 356 dell'anime, 386-387 secondo la numerazione italiana), Kid compare ogni volta (con l'eccezione di un caso) lanciando sfide a Jirokichi Suzuki, un vecchio ricco dalla vita avventurosa, parente di Sonoko Suzuki, che fa di tutto per catturarlo quando cerca di rubare i suoi gioielli. La stessa Sonoko è una grande ammiratrice di Kaito Kid.
In Detective Conan compare una sola volta Kaito Kuroba da piccolo, in un flashback insieme a suo padre e Yukiko Fujimine.
Viene coinvolto in prima persona nella lotta contro l'Organizzazione nera solo durante il caso del Mystery Train, nel quale viene incaricato da Conan di travestirsi da Shiho Miyano e fingere di morire di fronte al membro dell'organizzazione con il nome in codice di Bourbon, dicendogli le parole suggerite da Ai stessa con un trasmettitore. In cambio, Conan promette di non coinvolgere lui e il suo complice, che si erano travestiti rispettivamente dalla cameriera di una vecchia signora e dalla vecchia signora stessa, nelle indagini sull'omicidio avvenuto a bordo del treno. Kid riesce nell'intento, ma, in una successiva telefonata con Conan, si lamenta per aver corso un grosso rischio.
Soltanto nei film (terzo, ottavo, decimo, quattordicesimo, diciannovesimo e ventitreesimo film), Kaito Kid conosce la vera identità di Conan: la prima volta lo si vede nel terzo film, quando aiuta il giovane detective a non essere smascherato da una sospettosa Ran. Nel manga e nelle serie televisive, invece, tale conoscenza è lasciata ambigua, tuttavia nell'anime "Magic Kaito 1412, nel decimo episodio (che è tratto dagli episodi 627-628 di Detective Conan nella numerazione giapponese), Kuroba si rivolge mentalmente a Conan come "Signor Sherlock Holmes dell'era Heisei" ("Signor Sherlock Holmes dei nostri giorni" nella versione italiana), soprannome dell'alter ego di Conan, Shinichi Kudo, questo può suggerire che Kaito conosca canonicamente la vera identità di Conan. Ciò è valorizzato anche nel manga di Detective Conan, durante un caso in cui si riferisce tra sé e sé a Conan e Heiji come "due detective liceali", il che significa che conosce la vera età del primo.
Nel ventisettesimo film viene rivelato che è il cugino minore di Shinichi Kudo, nato un mese prima, poiché i loro rispettivi padri sono fratelli gemelli. Siccome i loro nonni paterni divorziarono quando Toichi Kuroba e Yusaku Kudo erano piccoli, la nonna prese il padre di Shinichi con sé usando il suo cognome da nubile, mentre il padre di Kaito andò a vivere con il nonno mantenendo il loro vero cognome.

### Yaiba
In Yaiba, altro manga di Gōshō Aoyama, Kaito Kid/Kaito Kuroba viene citato due volte: la prima nel capitolo 80 (volume 9), in cui Sayaka Mine, vedendo un ladro, lo scambia per Kaito Kid. La seconda volta è collegata direttamente alla storia del personaggio: si tratta dell'ultimo capitolo di Yaiba, ambientato tre anni dopo la storia principale del penultimo capitolo, in cui Keiko Momoi afferma che "Kuroba e Nakamori" sono finalmente una coppia. La scuola frequentata da Kaito, detta Ekoda, è la stessa frequentata dai personaggi di Yaiba.